# ヴィルヘルム・シュレンク
ヴィルヘルム・ヨハン・シュレンク（Wilhelm Johann Schlenk、1879年3月22日 - 1943年4月29日）は、ドイツの化学者である。

## 経歴・功績

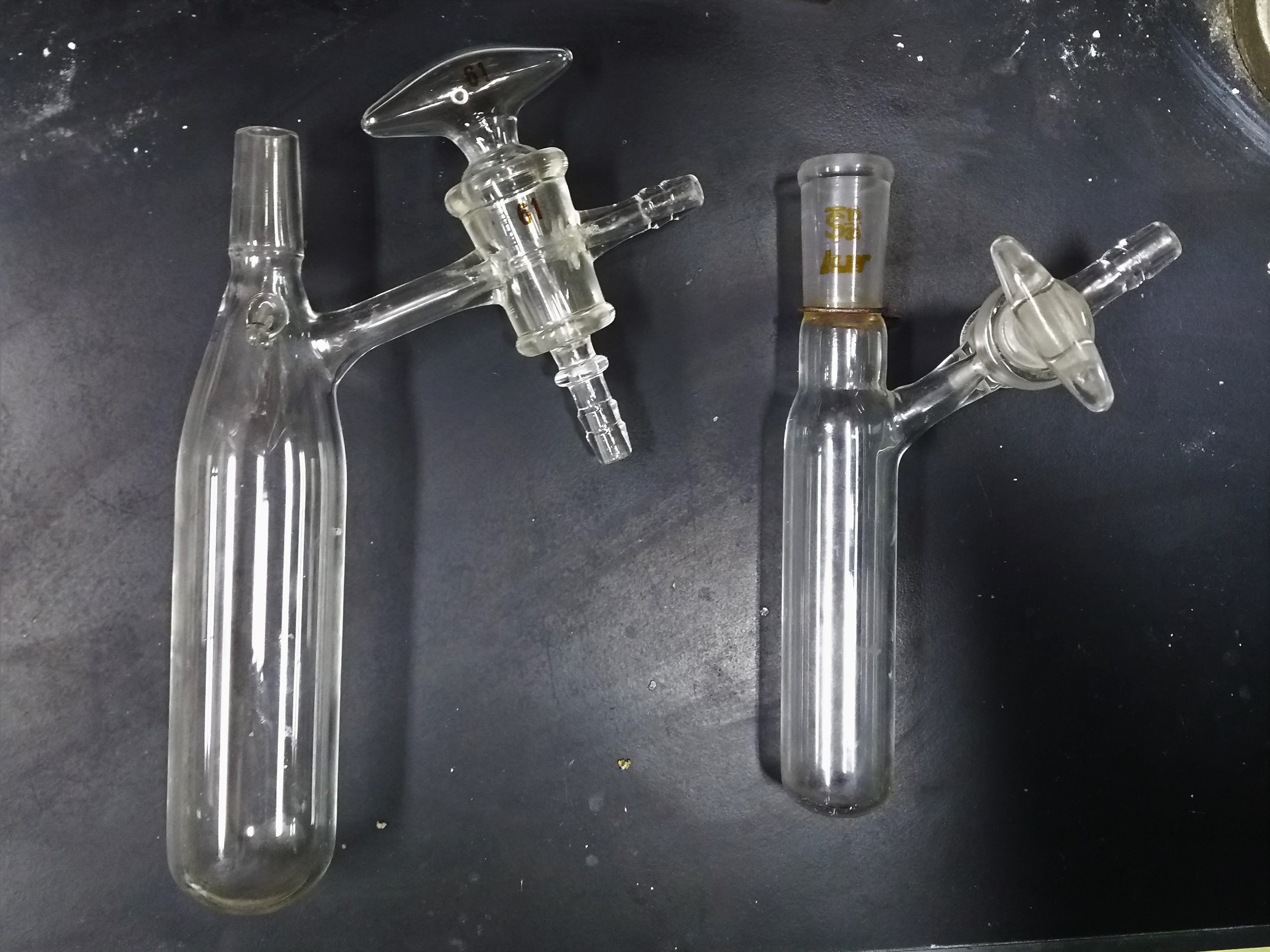
シュレンク管

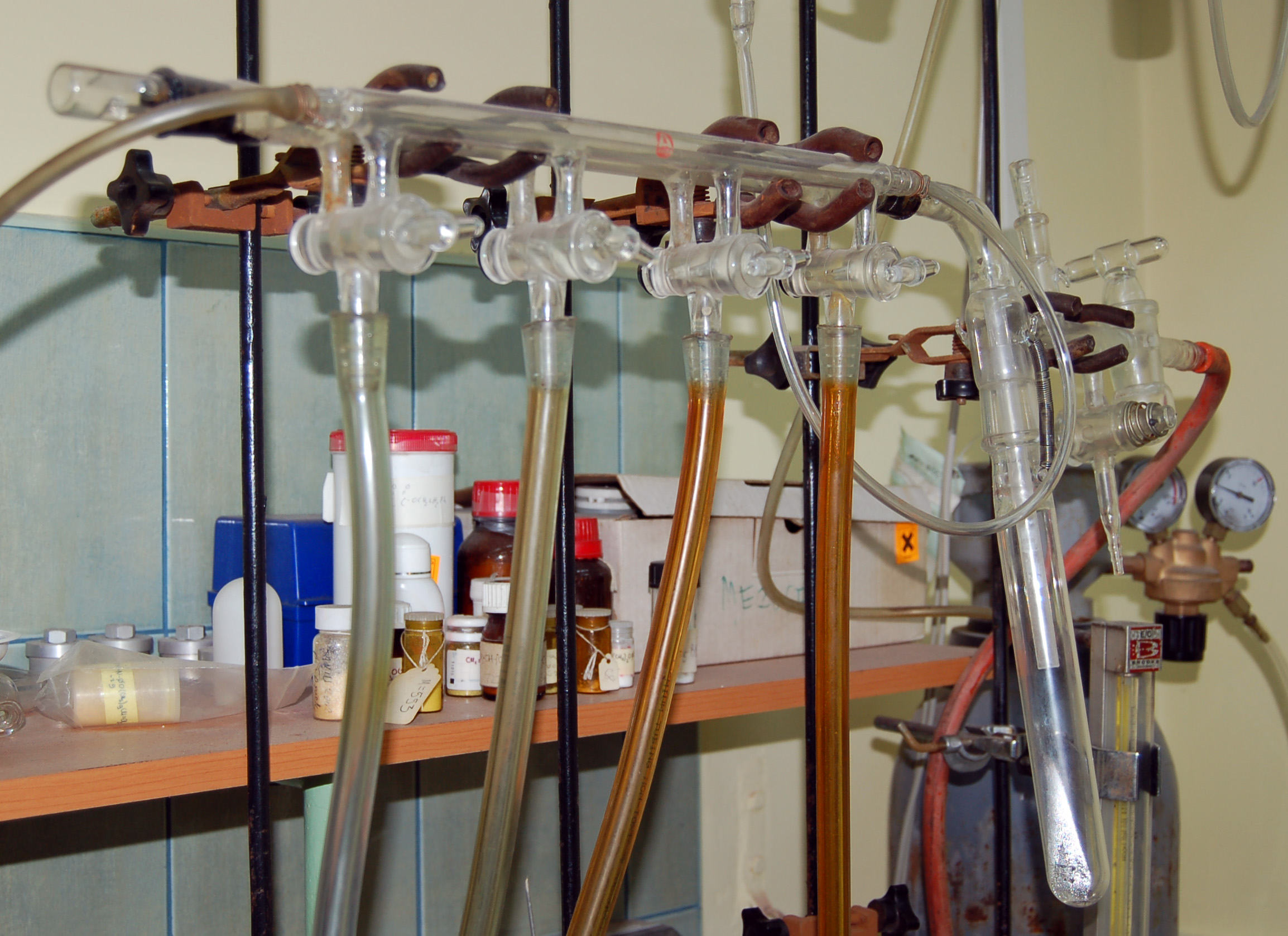
シュレンクライン

ミュンヘンにて生まれ、ミュンヘン大学にて化学を学んだ。1919年には、フンボルト大学ベルリンにてエミール・フィッシャーの後を引き継いでいる。
1917年にシュレンクは有機リチウム化合物を初めて合成した。フリーラジカルやカルバニオンなどを観測し、また息子と共に有機マグネシウムハロゲン化物（グリニャール試薬）が複雑な平衡状態をとり得ることを発見した。この平衡はシュレンク平衡と呼ばれている。
また、シュレンクは空気中で不安定な化合物を取り扱う際の手法や、それらを保管するシュレンク管を発明した人物としてよく知られている。シュレンク管には、真空ポンプと、窒素やアルゴンなどの不活性ガスの供給源を接続している特殊なコック（シュレンクコック）が取り付けられている。また、彼はシュレンクラインを考案した人物としても知られている。シュレンクラインには真空ラインと不活性ガスの2つのマニフォールドが組み込まれており、操作することでフラスコ内を不活性ガス雰囲気にすることができる。